# Azusa Iwašimizuová
Azusa Iwašimizuová (japonsky 岩清水 梓, * 14. října 1986 Iwate) je japonská fotbalistka.

## Reprezentační kariéra
Za japonskou reprezentaci v letech 2006 až 2016 odehrála 122 reprezentačních utkání. Byla členkou japonské reprezentace i na Mistrovství světa ve fotbale žen 2007, 2011, 2015, Letních olympijských hrách 2008 a 2012.

## Statistiky
| Japonsko | Japonsko | Japonsko |
| Roky     | Záp.     | Góly     |
| -------- | -------- | -------- |
| 2006     | 10       | 3        |
| 2007     | 13       | 2        |
| 2008     | 18       | 0        |
| 2009     | 3        | 0        |
| 2010     | 13       | 3        |
| 2011     | 17       | 0        |
| 2012     | 11       | 0        |
| 2013     | 10       | 0        |
| 2014     | 14       | 3        |
| 2015     | 10       | 0        |
| 2016     | 3        | 0        |
| Celkem   | 122      | 11       |

## Úspěchy

### Reprezentační
- Letní olympijské hry:  2012
- Mistrovství světa:  2011;  2015
- Mistrovství Asie:  2014;  2008, 2010